# Alpha Trianguli
Alpha Trianguli (α Tri, α Trianguli) é uma estrela binária na constelação de Triangulum. É também conhecida pelos nomes tradicionais Ras al Muthallah, Mothallah e Caput Trianguli.
Estimativas da classificação estelar combinada do sistema variam entre F5III e F6IV. A classe de luminosidade 'IV' ou 'III' indica se o componente primário é uma estrela subgigante ou gigante, respectivamente. Alpha Trianguli é uma binária espectroscópica, cujos componentes completam uma órbita ao redor do centro de massa a cada 1,736 dias. Como a estrela primária possui um rápido período de rotação, sua forma provavelmente é de um esferoide oblato (achatada nos polos). A visão elipsoidal da estrela, vista de Terra, varia ao longo de uma órbita causando a luminosidade variar durante o mesmo período. Estrelas assim são chamadas de variáveis elipsoidais.
A magnitude aparente média de +3,41 de Alpha Trianguli é brilhante o suficiente para a estrela poder ser vista a olho nu. Ela é a segunda estrela mais brilhante dessa fraca constelação, depois de Beta Trianguli. Medições de paralaxe colocam o sistema a uma distância de 63,3 anos-luz (19,4 parsecs) da Terra. A temperatura efetiva das camadas externas da estrela primária é de 6 288 K, dando a ela um tom branco-amarelado típico de estrela de classe F. Seu raio média é cerca de três vezes o raio solar. Estima-se que o sistema tenha uma idade de 1,6 bilhões de anos.